# 마리오 카트
《마리오 카트》(Mario Kart)는 닌텐도에서 제작한 마리오 프랜차이즈의 레이싱 게임 시리즈이다. 슈퍼 마리오 시리즈의 스핀오프로, 마리오 스핀오프 중 가장 높은 판매량을 보여주고 있다.
1992년 슈퍼 패미컴으로 《슈퍼 마리오 카트》가 발매되었으며, 시리즈 최신작은 2020년에 발매된 닌텐도 스위치용 마리오 카트 라이브: 홈 서킷이다.

## 게임 목록
| 이름                        | 연도   | 개발                       | 시스템               | 이스트 |
| --------------------------- | ------ | -------------------------- | -------------------- | ------ |
| 슈퍼 마리오 카트            | 1992년 | 닌텐도 EAD                 | 슈퍼 패미컴/SNES     |        |
| 마리오 카트 64              | 1996년 | 닌텐도 EAD                 | 닌텐도 64            |        |
| 마리오 카트 슈퍼서킷        | 2001년 | 인텔리전트 시스템즈        | GBA                  |        |
| 마리오 카트 더블 대시!!     | 2003년 | 닌텐도 EAD                 | 게임큐브             |        |
| 마리오 카트 DS              | 2005년 | 닌텐도 EAD                 | 닌텐도 DS            |        |
| 마리오 카트 아케이드 GP     | 2005   | 닌텐도 EAD                 | 닌텐도 DS            |        |
| 마리오 카트 Wii             | 2008년 | 닌텐도 EAD                 | Wii                  |        |
| 마리오 카트 7               | 2011년 | 닌텐도 EAD 레트로 스튜디오 | 닌텐도 3DS           |        |
| 마리오 카트 8               | 2014년 | 닌텐도 EAD                 | Wii U, 닌텐도 스위치 |        |
| 마리오 카트 8 디럭스        | 2017년 | 닌텐도 스위치              | 닌텐도 스위치        |        |
| 마리오 카트 투어            | 2019년 | 닌텐도                     | 핸드폰               |        |
| 마리오 카트 라이브: 홈 서킷 | 2020년 | 닌텐도 스위치              | 닌텐도 스위치        |        |

## 그 외

### 렌탈 카트 소송

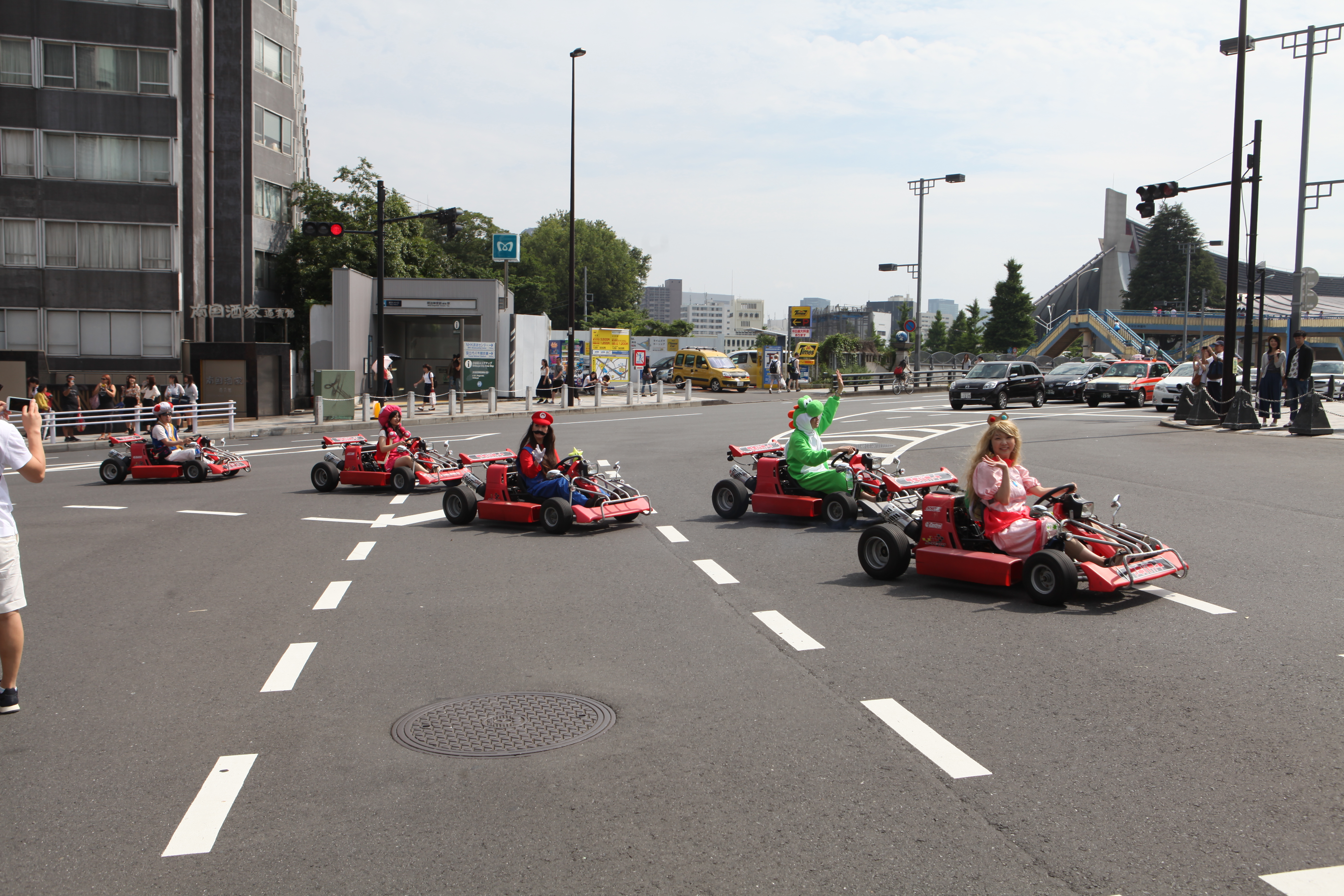
도쿄 하라주쿠에서 닌텐도 캐릭터 복장을 한 카트 탑승객들.

2016년 9월, 닌텐도는 도쿄 공공도로에서 닌텐도의 캐릭터를 닮은 복장과 함께 카트 대여 서비스를 운영한 일본 회사 마리카(MariCar)에 대해 경고를 제기했다. 당시 관광객들에게 인기를 끌었던 마리카의 카트 서비스는 '바나나 껍질'과 '빨간 등껍질'을 던지지 말라는 주의사항을 홈페이지에 게시하고 있었다. 닌텐도는 '마리카'라는 상호가 자사의 《마리오 카트》와 혼동될 수 있도록 고의로 지은 이름이라며, 일본 내에서 흔히 사용하는 줄임말 '포켓몬 (포켓몬스터)'과 '스마브라 (슈퍼 스매시브라더스)'를 예시로 들며 주장했다. 2017년 1월, 일본 특허청은 '마리카'라는 이름은 《마리오 카트》를 지칭하는 줄임말로 널리 사용되지 않는다는 결론을 내리며 해당 경고 요구를 기각했다.
2017년 2월, 닌텐도는 마리카를 상대로 자사의 캐릭터 복장과 사진들을 허락없이 사업에 무단사용해 저작권 침해를 범했다는 명목으로 고소했다. 2018년 9월, 마리카측이 패소하면서 캐릭터 사용을 중지하고 닌텐도에게 배상금 1000만 엔을 지급할 것을 명령받았다.

### 테마파크

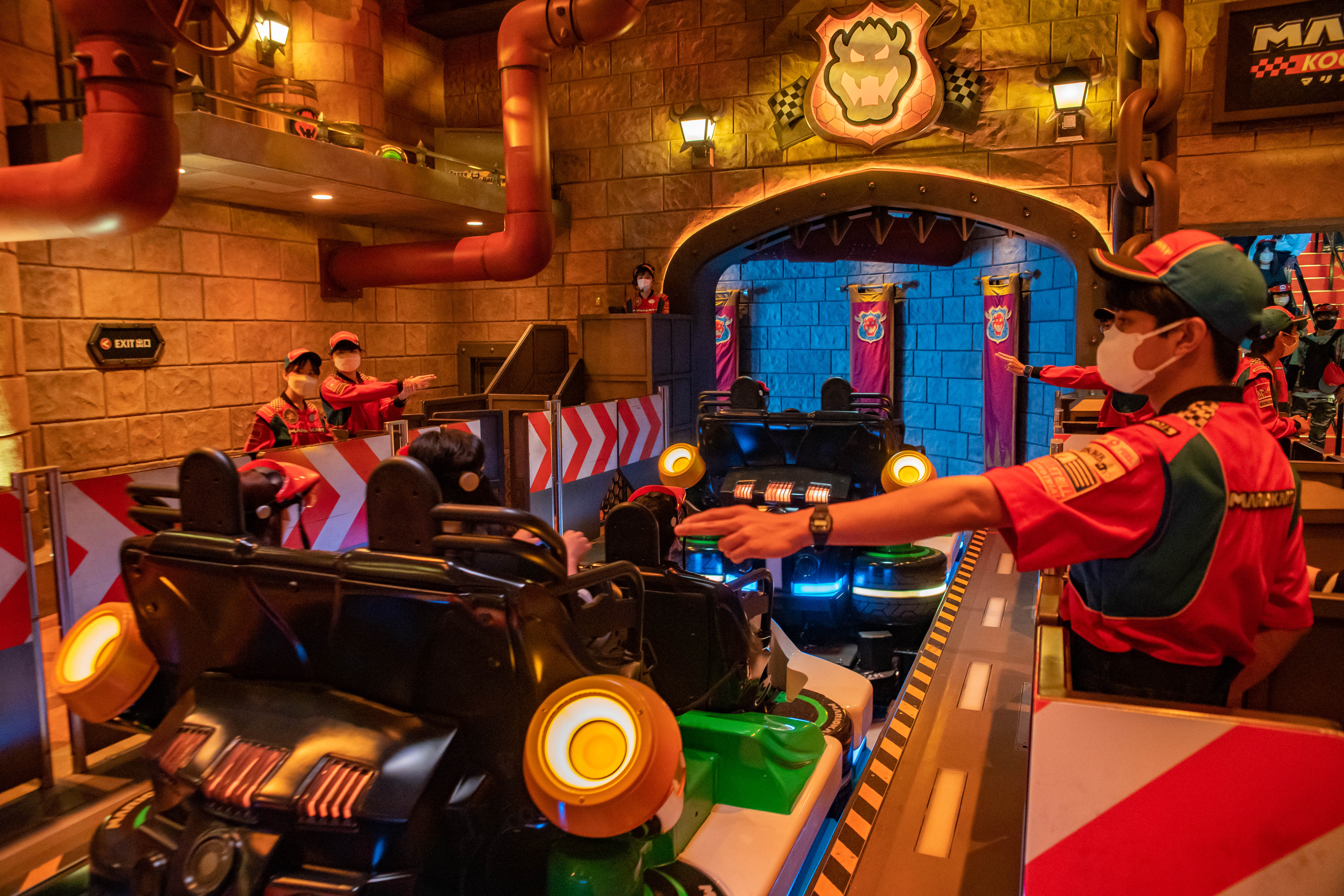
유니버설 스튜디오 재팬의 놀이기구 "마리오 카트: 쿠파의 도전장" 출발장

유니버설 파크 & 리조트가 운영하는 유니버설 스튜디오 재팬 내에서 닌텐도와 협력해 세운 슈퍼 닌텐도 월드에는 《마리오 카트》에 기반한 놀이기구 "마리오 카트: 쿠파의 도전장"이 존재한다.